# Sarż
Sarż (niem. Sarg See) – jezioro w Polsce w województwie warmińsko-mazurskim, w powiecie mrągowskim, w gminie Mrągowo.

## Położenie
Jezioro leży na Pojezierzu Mazurskim, w mezoregionie Pojezierza Mrągowskiego. Nad brzegami jeziora położone są miejscowości: Joachimowo, Bagienice i Nowe Bagienice. Południowym brzegiem jeziora przebiega linia kolejowa.
Zgodnie z typologią abiotyczną zbiornik wodny został sklasyfikowany jako jezioro o wysokiej zawartości wapnia, o małym wypływie zlewni, stratyfikowane, leżące na obszarze Nizin Wschodniobałtycko-Białoruskich (5a).
Jezioro jest wykorzystywane gospodarczo przez Gospodarstwo Rybackie Mrągowo. Leży na terenie obwodu rybackiego Jeziora Gielądzkie w zlewni rzeki Pisa – nr 35. Na jego terenie obowiązuje strefa ciszy.

## Morfometria
Według danych Instytutu Rybactwa Śródlądowego powierzchnia zwierciadła wody jeziora wynosi 76,7 ha. Średnia głębokość zbiornika wodnego to 5,9 m, a maksymalna to 15,0 m. Lustro wody znajduje się na wysokości 153,0 m n.p.m. Objętość jeziora wynosi 4 541,1 tys. m³.
Inne dane uzyskano natomiast poprzez planimetrię jeziora na mapach w skali 1:50 000 według Państwowego Układu Współrzędnych 1965, zgodnie z poziomem odniesienia Kronsztadt. Otrzymana w ten sposób powierzchnia zbiornika wodnego to 73,5 ha.